# Phacelia affinis
Phacelia affinis är en strävbladig växtart som beskrevs av Asa Gray. Phacelia affinis ingår i Faceliasläktet som ingår i familjen strävbladiga växter. Inga underarter finns listade i Catalogue of Life.